# Kålgallmygga
Kålgallmygga, Contarinia nasturtii, är en tvåvingeart som först beskrevs av Jean-Jacques Kieffer 1888.  Den ingår i släktet Contarinia och familjen gallmyggor. Inga underarter finns listade i Catalogue of Life.

## Beskrivning
Kålgallmyggan är en mycket liten, gulaktig med vetegallmyggan nära besläktad mygga, som lägger sina ägg på de späda bladen av flera korsblomstriga växter eller också i blomknoppar på nasturtiumarterna. Dess larver orsakar genom angrepp på vitkål, blomkål, kålrötter en krusning av bladen på kålen, så kallad "krussjuka". Om angreppet är starkt kan det leda till att huvudkålen inte sluter sig normalt och inte bildar huvuden.